# جزيرة سميث (جزر جنوب شيتلاند)
جزيرة سميث هي جزيرة تقع غرب جزيرة ديسبشن في جزر جنوب شيتلاند التابعة لالمقاطعة البريطانية بالقارة القطبية الجنوبية.